# شکار دلفین با ماشین
شکار دلفین‌ها که ماهیگیری با دلفین نیز نامیده می‌شود، روشی برای شکار دلفین‌ها - و گاهی دیگر آب‌بازسانان کوچک - است که با هدایت آنها به سمت ساحل با قایق، معمولاً به خلیج یا ساحل انجام می‌شود. با بستن مسیر آنها به دریای آزاد یا اقیانوس با قایق و تور، از فرار آنها جلوگیری می‌شود. دلفین‌ها در چندین مکان در سراسر جهان از جمله جزایر سلیمان، جزایر فارو، پرو و ژاپن که شناخته‌شده‌ترین کشور استفاده‌کننده از این روش است، به این روش شکار می‌شوند. دلفین‌ها عمدتاً به خاطر گوشتشان شکار می‌شوند؛ برخی از آنها در نهایت به دلفیناریوم‌ها می‌رسند.
علیرغم ماهیت بحث‌برانگیز شکار که منجر به انتقادات بین‌المللی شده است، و خطر احتمالی سلامتی که گوشت اغلب آلوده ایجاد می‌کند، سالانه ده‌ها هزار دلفین در شکارهای دسته‌جمعی صید می‌شوند.

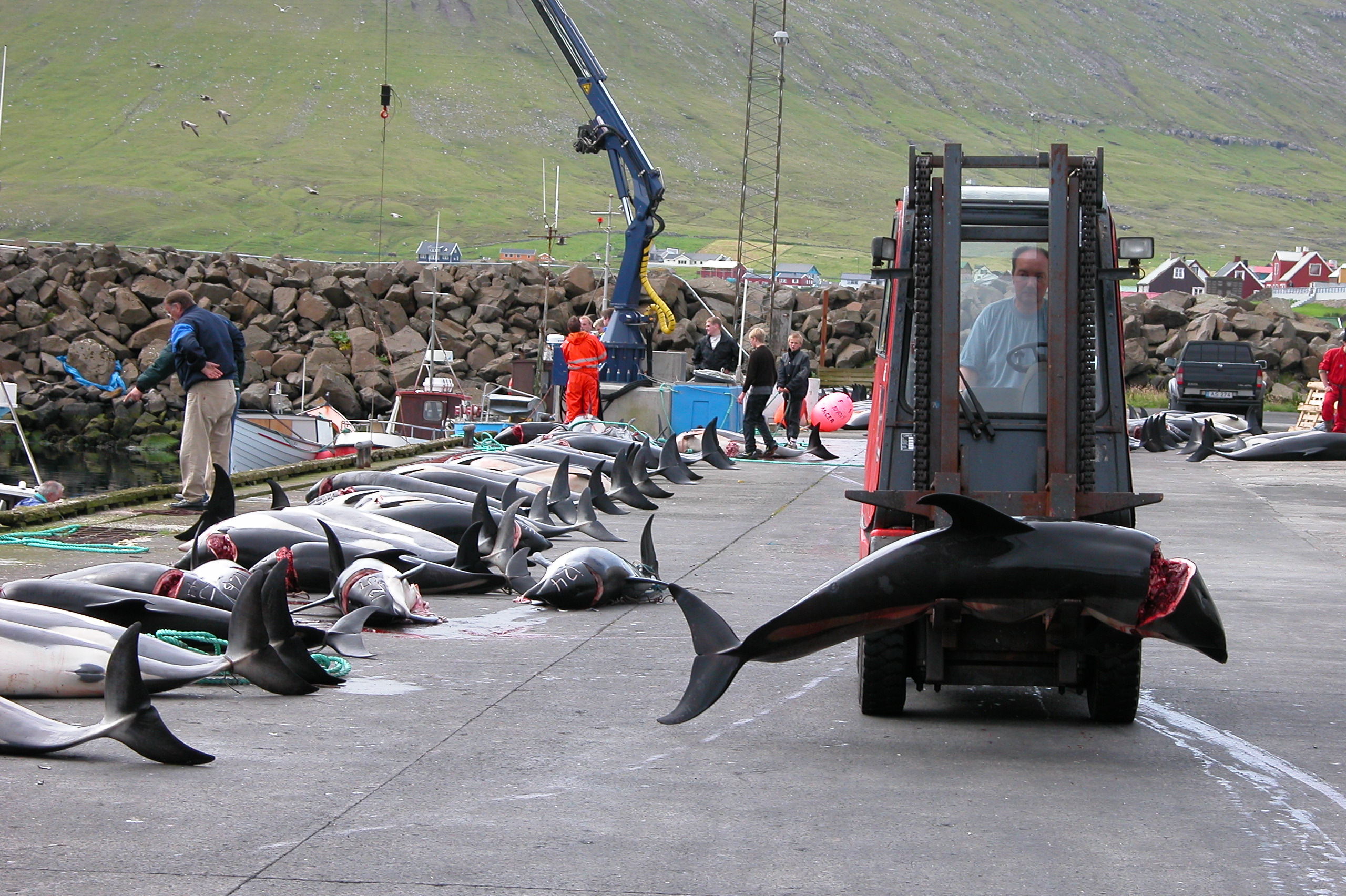
دلفین پهلوسفید اقیانوس اطلس که در جریان شکار جانوران در هوالبا در جزایر فارو به دام افتاده بود، با لیفتراک برده شد.

## بر اساس کشور

### جزایر فارو

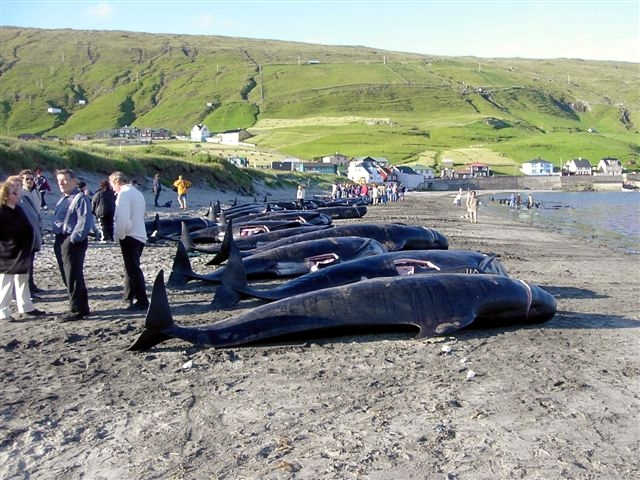
نهنگ‌های خلبان کشته‌شده در ساحل روستای هوالبا در جنوبی‌ترین جزیره فاروئی، سودوروی، آگوست ۲۰۰۲

صید نهنگ در جزایر فارو به شکل به ساحل انداختن و کشتن نهنگ‌های خلبان باله بلند انجام می‌شود. این کار تقریباً از زمان اولین سکونتگاه‌های نورس در این جزایر اقیانوس اطلس شمالی انجام می‌شده است و بنابراین می‌توان آن را صید نهنگ بومیان در نظر گرفت. این قانون در «نامه گوسفند»، قانونی به زبان فاروئی از سال ۱۲۹۸، که متمم قانون گولاتینگ نروژ است، ذکر شده است.
این امر به شدت توسط مقامات فارو کنترل می‌شود، و سالانه حدود ۸۰۰ نهنگ خلبان باله بلند و تعدادی دلفین پهلو سفید اقیانوس اطلس ذبح می‌شوند؛ عمدتاً در طول تابستان. این شکارها که در زبان فاروئی به آنها گریندادراپ گفته می‌شود، غیرتجاری هستند و در سطح جامعه سازماندهی می‌شوند. هر کسی که گواهینامه آموزش ویژه در مورد ذبح نهنگ راهنما با نیزه نخاعی داشته باشد، می‌تواند شرکت کند. پلیس و کارگران کارخانه آسیاب مجاز به خارج کردن افراد از محل آسیاب هستند. شکارچیان ابتدا نهنگ‌های راهنما را با نیم‌دایره وسیعی از قایق‌ها محاصره می‌کنند. سپس قایق‌ها نهنگ‌های راهنما را به خلیج یا کف آبدره می‌رانند. همه خلیج‌ها دارای مجوز نیستند و کشتار فقط در ساحل دارای مجوز انجام می‌شود.
بسیاری از مردم فارو گوشت نهنگ را بخش مهمی از فرهنگ و تاریخ غذایی خود می‌دانند. گروه‌های مدافع حقوق حیوانات این کشتار را بی‌رحمانه و غیرضروری می‌دانند و از آن انتقاد می‌کنند. در نوامبر ۲۰۰۸، هوگنی دبس یونسن، مدیر ارشد پزشکی جزایر فارو و پال وایهه، دانشمند، در نامه‌ای به دولت فارو توصیه کردند که به دلیل سطح بالای جیوه، پلی‌کلر بی‌فنیل و مشتقات ددت، دیگر نباید نهنگ‌های خلبان برای مصرف انسان مناسب در نظر گرفته شوند. با این حال، دولت فارو شکار نهنگ را ممنوع نکرد. در ۱ ژوئیه ۲۰۱۱، سازمان غذا و دامپزشکی فارو توصیه خود را در مورد ایمنی خوردن گوشت و چربی نهنگ خلبان اعلام کرد، که به اندازه توصیه‌های مقامات ارشد پزشکی سختگیرانه نبود. توصیه جدید می‌گوید فقط یک وعده شام با گوشت و چربی نهنگ در ماه مصرف شود، و توصیه ویژه‌ای برای زنان جوان‌تر، دختران، زنان باردار و زنان شیرده وجود دارد. از سال ۲۰۰۲ تا ۲۰۰۹ غلظت PCB در گوشت نهنگ ۷۵ درصد، مقادیر DDT در همین دوره زمانی ۷۰ درصد و سطح جیوه نیز کاهش یافته است.

### ایسلند
در اواسط دهه ۱۹۵۰، ماهیگیران ایسلندی از دولت درخواست کمک کردند تا نهنگ‌های قاتل را از آب‌های ایسلند خارج کنند، زیرا آنها به تجهیزات ماهیگیری آسیب می‌زدند. با توجه به اینکه شیلات در آن زمان ۲۰ درصد از اشتغال ایسلند را تشکیل می‌داد، تأثیر اقتصادی قابل توجهی داشت. دولت ایسلند از ایالات متحده درخواست کمک کرد. نیروی دریایی ایالات متحده، به عنوان یک متحد ناتو با پایگاه هوایی در ایسلند، اسکادران‌های گشت VP-18 و VP-7 را برای انجام این کار مستقر کرد. طبق گزارش نیروی دریایی ایالات متحده، صدها حیوان با مسلسل، موشک و بمب‌های عمقی کشته شدند.
در اواخر دهه ۱۹۷۰، پس از قانون حفاظت از پستانداران دریایی مصوب ۱۹۷۲ و ممنوعیت شکار نهنگ‌های قاتل در واشینگتن در سال ۱۹۷۶، همان‌طور که بعداً در این مقاله مورد بحث قرار خواهد گرفت، شکار نهنگ‌های قاتل در ایسلند از سر گرفته شد، این بار با هدف گرفتن حیوانات زنده برای صنعت سرگرمی. دو نهنگ قاتل اول که به دام افتادند به دلفیناریوم هاردرویک در هلند منتقل شدند. یکی از این حیوانات خیلی زود به سی‌ورلد منتقل شد. این صیدها تا سال ۱۹۸۹ ادامه یافت و حیوانات اضافی به سی‌ورلد، مارینلند آنتیبز، مارینلند کانادا، کاموگاوا سی ورلد، اوشن پارک هنگ کنگ و کانی-لند منتقل شدند.
اگرچه امروزه صید تجاری نهنگ هنوز در آب‌های ایسلند انجام می‌شود، اما دلفین‌ها دیگر شکار نمی‌شوند و تماشای نهنگ در بین گردشگران محبوب است.

### کیریباتی
شکار با ماشین شکاری مشابه حداقل تا اواسط قرن بیستم در کیریباتی وجود داشته است.

### پرو
اگرچه طبق قانون پرو شکار دلفین‌ها یا خوردن گوشت آنها (که به عنوان چانچو مارینو یا گوشت خوک دریایی در انگلیسی فروخته می‌شود) ممنوع است، اما تعداد زیادی دلفین هنوز هم هر ساله به‌طور غیرقانونی توسط ماهیگیران کشته می‌شوند. برای گرفتن دلفین‌ها، آنها را با قایق‌ها به جلو می‌رانند و با تور دور آنها حلقه می‌زنند، سپس با نیزه شکار می‌کنند، به سمت قایق می‌کشند و اگر هنوز زنده باشند با چماق به آنها ضربه می‌زنند تا بمیرند. گونه‌های مختلفی شکار می‌شوند، مانند دلفین پوزه بطری و دلفین خاکستری.
طبق برآوردهای سازمان محلی رفاه حیوانات، موندو آزول، که در اکتبر ۲۰۱۳ منتشر شد، سالانه بین ۱۰۰۰ تا ۲۰۰۰ دلفین برای مصرف خوراکی و ۵۰۰۰ تا ۱۵۰۰۰ دلفین دیگر برای استفاده به عنوان طعمه کوسه کشته می‌شوند. کوسه‌ها هم برای گوشتشان و هم برای استفاده از باله‌هایشان در سوپ باله کوسه صید می‌شوند.

### تایوان
در جزایر پنگهو در تایوان، ماهیگیری با ماشین برای شکار دلفین‌های پوزه بطری تا سال ۱۹۹۰ انجام می‌شد، تا اینکه این عمل توسط دولت غیرقانونی اعلام شد. عمدتاً دلفین‌های پوزه بطری اقیانوس هند و همچنین دلفین‌های پوزه بطری معمولی در این شکارها صید شدند.

### ایالات متحده

#### نیوانگلند

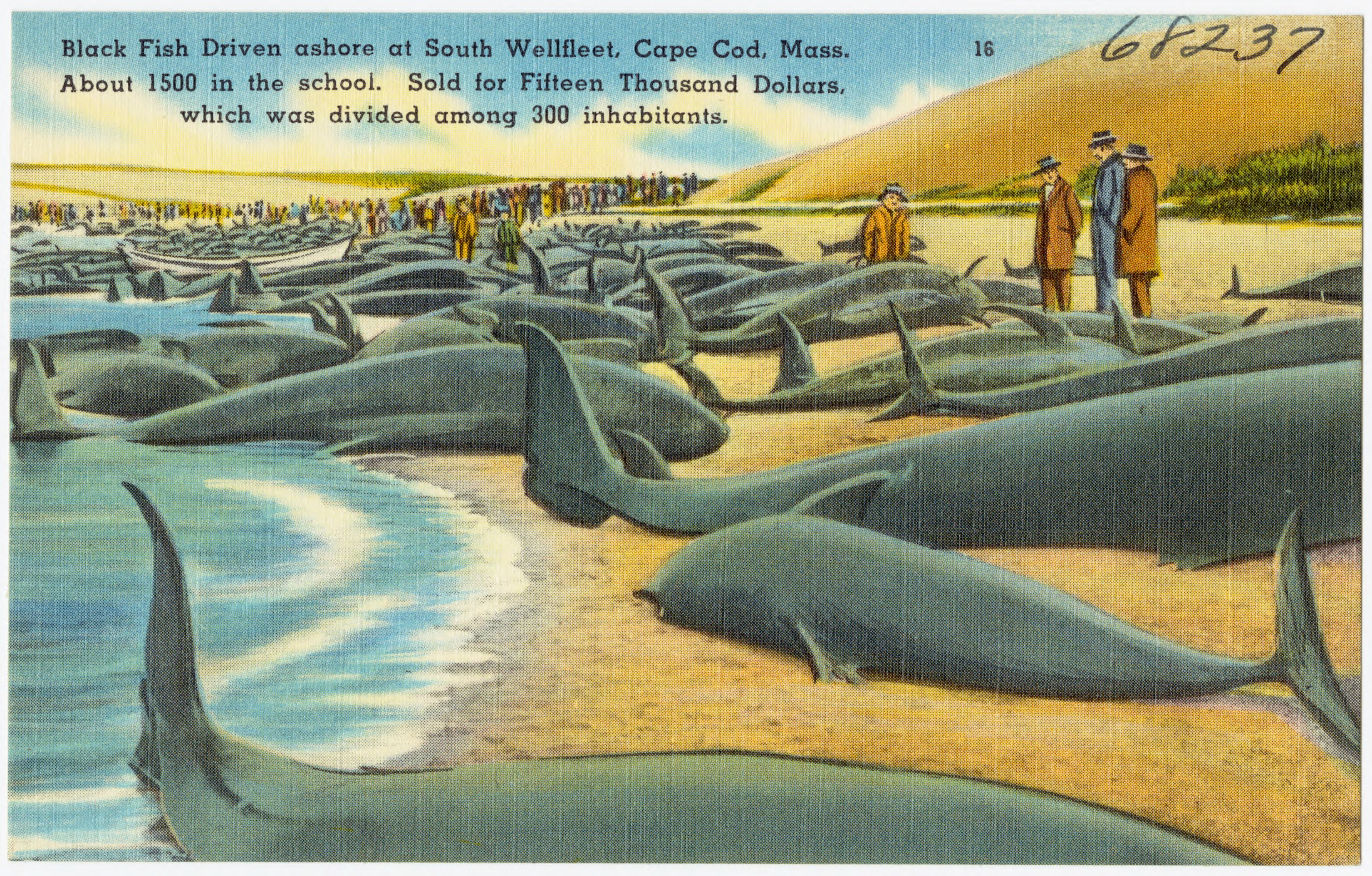
۱۵۰۰ نهنگ خلبان در سال ۱۸۸۵ در کیپ کاد به ساحل آورده شدند و به مبلغ قابل توجهی برای روغن آنها فروخته شدند.

از سال ۱۶۴۴ در ساوت‌همپتون، نیویورک، در لانگ آیلند، استعمارگران یک مرکز سازمان‌یافتهٔ صید نهنگ تأسیس کردند و نهنگ‌های خلبان ("ماهی سیاه") را برای کشتار به سواحل فرعی تعقیب می‌کردند. آنها همچنین نهنگ‌های سرگردانی را که در ساحل پیدا کرده بودند، پردازش کردند. آنها تکنیک‌های شکار بومیان آمریکا را مشاهده کردند، سلاح‌ها و قایق‌های آنها را بهبود بخشیدند و سپس به شکار در اقیانوس پرداختند.

#### هاوایی
در هاوایی باستان، ماهیگیران گاهی اوقات با راندن دلفین‌ها به ساحل و کشتن آنها، آنها را برای گوشتشان شکار می‌کردند. در نظام حقوقی باستانی آنها، گوشت دلفین به همراه چندین نوع غذای دیگر برای زنان ممنوع (کاپو) در نظر گرفته می‌شد. از سال ۲۰۰۸، شکار دلفین‌ها در هاوایی دیگر انجام نمی‌شود.

#### تگزاس
شکار دلفین‌ها (که در آن زمان هنوز اغلب به اشتباه ماهی یا گرازماهی نامیده می‌شدند)، عمدتاً با استفاده از زوبین و سلاح گرم، نوعی شکار تفریحی در امتداد سواحل خلیج مکزیک در تگزاس در اواخر قرن نوزدهم و اوایل قرن بیستم محسوب می‌شد. در دهه ۱۹۲۰، تورهای تفریحی شکار دلفین در کورپس کریستی رزرو می‌شد و به گردشگران قول داده می‌شد که اگر شکار دلفین موفقیت‌آمیز نباشد، این تور رایگان خواهد بود. وحشیگری این عمل باعث ایجاد نگرانی‌هایی در مورد رفاه حیوانات شد و هیچ اشاره‌ای به این عمل که هنوز پس از جنگ جهانی دوم در تگزاس انجام می‌شود، وجود ندارد.

#### واشینگتن
روش‌های شکار با ماشین برای گرفتن نهنگ‌های قاتل در دهه‌های ۱۹۶۰ و ۱۹۷۰ در پوجت ساوند مورد استفاده قرار می‌گرفت. این شکارها توسط ادوارد «تد» گریفین، صاحب آکواریوم و کارآفرین، و شریکش دان گلدزبری رهبری شدند. پس از آنکه گریفین در سال ۱۹۶۵ یک نهنگ اورکا را که به‌طور تصادفی توسط ماهیگیران در نامو، بریتیش کلمبیا گرفته شده بود، خریداری کرد، گریفین و گلدزبری از تکنیک‌های شکار با ماشین در منطقه پوجت ساوند برای گرفتن نهنگ اورکا برای صنعت سرگرمی استفاده کردند. آنها روش‌های جدید خود را برای صید نهنگ اورکا در عملیات بندر یوکان در سال ۱۹۶۷ به کار گرفتند. دیگران نیز از آنها پیروی کردند و با وجود قانون حفاظت از پستانداران دریایی مصوب سال ۱۹۷۲، این عمل تا سال ۱۹۷۶ ادامه یافت تا اینکه ایالت واشینگتن دستور آزادی تعدادی از نهنگ‌های قاتل را که در خلیج باد نگهداری می‌شدند، صادر کرد و متعاقباً این عمل را ممنوع کرد.